# IC 2247
IC 2247 ist eine Spiralgalaxie vom Hubble-Typ S im Sternbild Krebs auf der Ekliptik. Sie ist schätzungsweise 188 Millionen Lichtjahre von der Milchstraße entfernt.
Das Objekt wurde am 9. Januar 1901 von Max Wolf entdeckt.